# Джейсон Джеймс
Джейсон Джеймс (англ. Jason James, також відомий як JJ) — валлійський музикант, вокаліст, колишній бас-гітарист британського металкор-гурту Bullet for My Valentine. Народився 13 січня 1981 року в місті Брідженд, Уельс.

## Кар’єра
Будучи підлітком, захоплювався грою на ударних інструментах. Колишній бас-гітарист та вокаліст гурту N.U.K.E. Став учасником Bullet for My Valentine з 2003 року після того, як бас-гітарист Нік Крендлі залишає гурт. У гурті грав разом з Меттью Таком (вокал, ритм-гітара), Майклом Педжетом (соло-гітара, бек-вокал) та Майклом Томасом (барабани). Джейсон також виконував партії бек-вокалу в більшості пісень BFMV.
9 лютого 2015 року Джейсон залишає Bullet for My Valentine з невідомих причин.
Джей використовує бас-гітари Sandberg Basic Series та Ibanez EDC.

## Сім’я
Зараз Джейсон живе у себе на Батьківщині в Брідженді, у своєму власному двоповерховому будинку з цивільною дружиною Шеррі та дочкою Абігейл.

## Цікаві факти
- Серед учасників BFMV зріст Джейсона був найменшим - 1.68 м.
- Найулюбленіший гурт - Pantera, також у списку його фаворитів знаходяться Iron Maiden, Deftones, Guns N' Roses та деякі інші колективи.
- Його захоплення - інтернет та фільми жахів.
- Джей вживає багато алкоголю.